# Jewhen Łozinski
Jewhen Petrowycz Łozinski, ukr. Євген Петрович Лозинський (ur. 7 lutego 1982 we Lwowie) – ukraiński piłkarz, grający na pozycji obrońcy, a wcześniej pomocnika.

## Kariera piłkarska

### Kariera klubowa
Wychowanek Szkoły Piłkarskiej Karpat Lwów. Pierwszy trener Wołodymyr Bezzubjak, a potem Jurij Susła. W 1999 za protekcją Andrija Husina trafił do Dynama Kijów. W sierpniu 1999 roku rozpoczął karierę piłkarską w trzeciej oraz w drugiej drużynie Dynama Kijów. W sezonie 2001/2002 był jednym z najbardziej obiecujących piłkarzy Dynama. Na początku 2002 został wypożyczony do Zakarpattia Użhorod, w składzie którego 16 marca 2002 debiutował w Wyższej lidze. W ostatniej kolejce 11 czerwca 2002 roku doznał ciężkiej kontuzji kolana w meczu z Szachtarem Donieck, po czym dwa lata leczył się. Dopiero w maju 2004 po dłuższej przerwie rozegrał swój pierwszy mecz w składzie Dynama-3. Potem latem 2004 podpisał kontrakt z Zakarpattia Użhorod. Występował najpierw w drużynie rezerw, dopiero 3 kwietnia 2005 ponownie startował w meczu na najwyższym poziomie. Na początku 2006 przeszedł do Metałurha Zaporoże, który trenował Wjaczesław Hrozny. Zimą 2007 został piłkarzem Obołoni Kijów. 10 czerwca 2011 roku po wygaśnięciu kontraktu z klubem przeszedł do Zorii Ługańsk. Po zakończeniu sezonu 2011/12 opuścił klub z Ługańska.

## Sukcesy i odznaczenia

### Sukcesy klubowe
- mistrz Ukraińskiej Pierwszej Lihi: 2000, 2001
- wicemistrz Ukraińskiej Pierwszej Lihi: 2009
- brązowy medalista Ukraińskiej Pierwszej Lihi: 2007, 2008